# Skwer Ludzi ze znakiem „P” we Wrocławiu

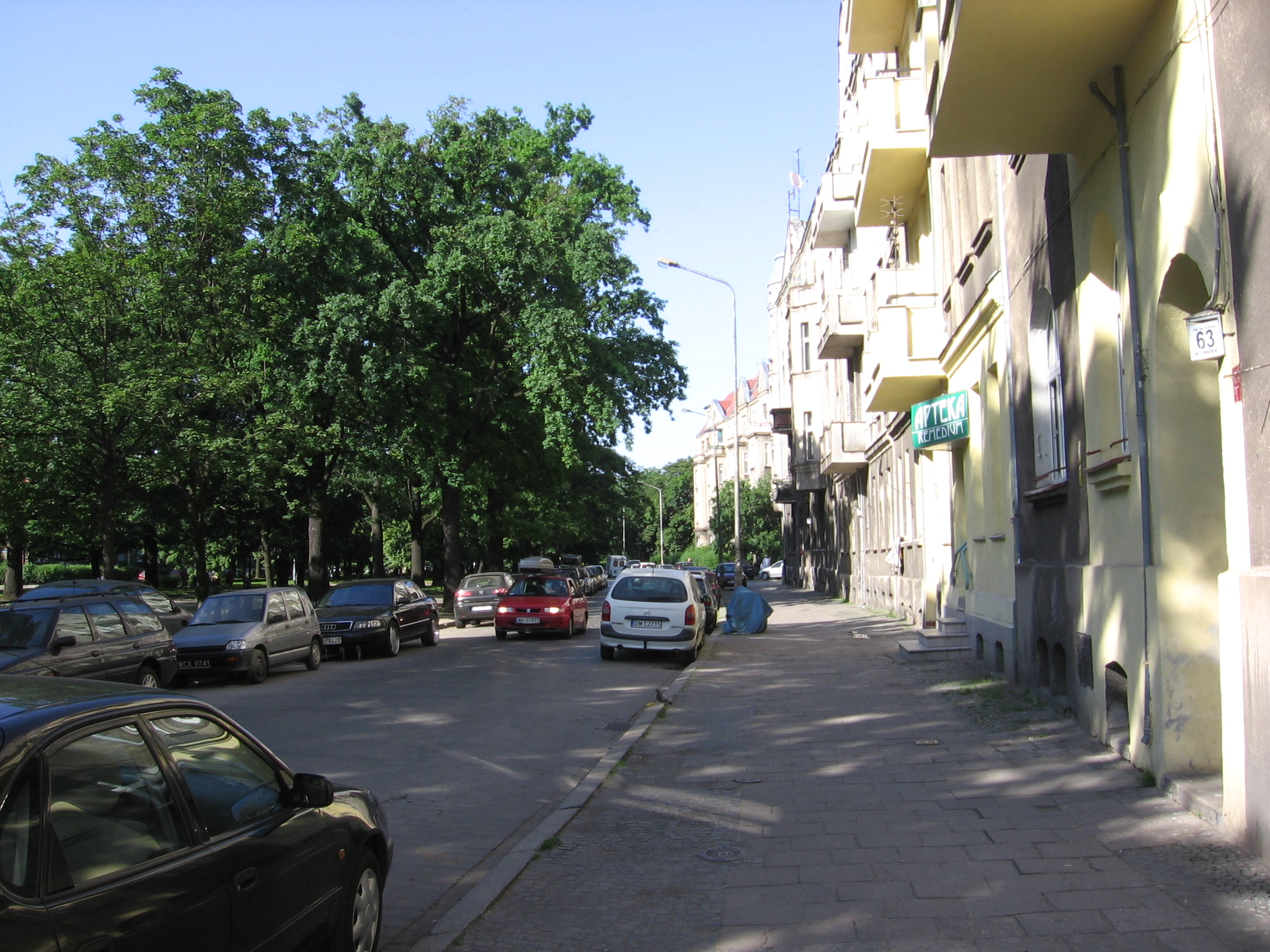
ul. B. Prusa przy skwerze

Skwer Ludzi ze znakiem „P” (poprzednio: Skwer Ernesta Thalmanna) – skwer położony we Wrocławiu na Ołbinie, stanowiący obszar miejskiej przestrzeni zielonej, którego nazwa została nadana uchwałą Rady Miejskiej Wrocławia z dnia 25 kwietnia 1992 roku nr XLII/261/92. Obecny kształt temu obszarowi zieleni został nadany w 1992 r., samo uroczyste nadanie nazwy miało miejsce w dniu 25 kwietnia 1992 roku. Skwer stanowi przedłużenie ciągu zieleni: na południe od skweru za ulicą Nowowiejską rozciąga się teren Parku Stanisława Tołpy. Ten pas zieleni stanowi ciąg zieleni wcinający się w śródmiejską zabudowę tej części miasta. Natomiast na północ od skweru za ulicą Ignacego Daszyńskiego położony jest kompleks ogrodów działkowych. Sam teren skweru przecięty jest na dwie części o zbliżonej powierzchni ulicą Elizy Orzeszkowej
W obrębie skweru zlokalizowano:
- Pomnik Ludzi ze znakiem „P” z 1996 r[10][11]. (Pomnik Cywilnych Ofiar II wojny światowej[12]),
- Kamień pamiątkowy ku czci harcerzy poległych w walce o polskość Wrocławia z 1977 r[12][13][14].

Skwer obejmuje dwa kwartały w całości zajęte przez zieleń miejską otoczone ulicami:
- ulica Ignacego Daszyńskiego[15][16] – na północny wschód od skweru,
- ulica Bolesława Prusa[17][18] – na południowy wschód od skweru,
- ulica Nowowiejska[6][7] – na południowy zachód od skweru,
- ulica bez nazwy (adresy: ul. Prusa)[17][18] – na północny zachód od skweru.